# Flaxville
Flaxville è una città degli Stati Uniti d'America situata nel Montana, nella Contea di Daniels.